# Аффо Ерасса
Аффо Ерасса (фр. Affo Erassa, нар. 19 лютого 1983, Ломе) — тоголезький футболіст, що грав на позиції півзахисника за низку французьких нижчолігових команд, а також національну збірну Того.

## Клубна кар'єра
У дорослому футболі дебютував 2000 року виступами за команду «Мерлан», в якій провів чотири сезони, взявши участь у 22 матчах чемпіонату. 
Привернув увагу представників тренерського штабу клубу «Клермон» з французької Ліги 2, до складу якого приєднався 2004 року. Відіграв за команду з міста Клермон-Ферран наступний сезон своєї ігрової кар'єри. Пробитися до основного складу цієї команди не зумів, але вирішив залишитися у Франції, де протягом ще понад 10 років грав за нижчолігові місцеві команди.

## Виступи за збірну
2002 року дебютував в офіційних матчах у складі національної збірної Того. Протягом кар'єри у національній команді, яка тривала 5 років, провів у її формі 4 матчі.
Був у заявці збірної на чемпіонат світу 2006 року у Німеччині, проте на поле в іграх турніру не виходив.